# Alakoelcultuur
De Alakoelcultuur was een archeologische cultuur van de midden-bronstijd (16e - 13e eeuw voor Christus) in de steppe- en bossteppegebieden van Kazachstan, de zuidelijke Oeral, en een aantal regio's van West-Siberië. Als resultaat van de studie van de Alakoel-begraafplaats in de oblast Koergan van Rusland definieerde Konstantin Salnikov het Alakoel-stadium van de Andronovocultuur. Latere onderzoekers beschouwden het als een aparte cultuur als deel van het grotere historisch-culturele Andronovo-complex. 
Volgens de meeste wetenschappers vormde de cultuur zich op basis van de Petrovkacultuur, die wijdverspreid was in de noordelijke regio's van Kazachstan en de zuidelijke Oeral. 
De sites bevinden zich in de valleien van rivieren en meren, meest vrij dicht bij water. 
het belangrijkste type grafmonumenten bestaat uit ronde, ovale en vierkante omheiningen van verticaal geplaatste grote stenen. In de stenen kisten in het midden van de omheining werden de overledenen op hun zijde met gebogen benen en het hoofd naar het westen begraven. Er zijn ook kuilgraven met niet al te hoge grafheuvels. 
De semi-uitgediepte huizen hadden houten muren en meestal 1-3 haarden.
Tot de belangrijke artefacten behoren talrijke aardewerken vaten, halskettingen, armbanden, bronzen voorwerpen zoals messen, bogen, speren, stenen en benen werktuigen. 
De economie van de Alakoel-stammen, die in een patriarchaal-tribale manier van leven leefden, was gebaseerd op veeteelt in de buurt van de woning, een goed ontwikkelde metallurgie en secundaire akkerbouw. 